# أنطوان نيكولا دوشين
أنطوان نيكولا دوشين (بالفرنسية: Antoine Nicolas Duchesne)‏ هو عالم زراعة وعالم نبات فرنسي، ولد في 7 أكتوبر 1747 في فرساي في فرنسا، وتوفي في 18 فبراير 1827 في باريس في فرنسا.